# Kim Jongil (politikus)
Kim Jongil (hangul: 김영일, handzsa: 金英日, RR: Kim Yong-il; 1944. május 2.) észak-koreai politikus, 2007 és 2010 között miniszterelnök.
2007 áprilisában, a Legfelsőbb Népi Tanács 11. ülésén szavazták meg Észak-Korea miniszterelnökének, Pak Pongdzsu helyére. Három évvel később, 2010 júniusában Cshö Jongnim vette át posztját.

## Élete
1960-tól 1969-ig a Koreai Néphadseregben szolgált, majd a Radzsin Tengerészeti Egyetemen végzett, mint navigációs tiszt. Oktatóként és igazgató-helyettesként dolgozott of the a Szárazföldi és Tengeri Szállítási Minisztérium irodájában, 14 éven keresztül.
A Szárazföldi és Tengeri Szállítási Minisztérium minisztere volt 1994-től 2007-es miniszterelnökké választásáig. A Tedong torkolatánál fekvő, Nampho nyugati részéhez közeli Rjongnam Hajójavító Üzemben ő felügyelte az új létesítmények építését.
Miniszterelnökként Kim Jongil az észak-koreai kormány feje volt, ami azt jelenti hogy ő jelölte ki a minisztereket, akik a gazdasági és belpolitikai ügyekért voltak felelősek.
Első nagy beszéde az állam megalapításának évfordulójakor történt meg, és nagyban befolyással volt a politikai ideológia megerősödésében. Ugyanakkor gazdaság terén egyenlően fontosnak tartotta a nehézipart, a vámcikkeket, a könnyűipart, és a mezőgazdaságot is. Ahogy ő mondta: „Ragaszkodni fogunk a hadseregalapú szocializmus építési vonalaihoz, és amíg az ipar is kialakul, erőteljesen meggyújtjuk a mezőgazdasági forradalom lángjait, és a könnyűipar forradalmáét is, így az élelmiszerhiányt, és a fogyócikkek ellátását meg lehet majd oldani.”

## Fordítás
- Ez a szócikk részben vagy egészben  a   Kim Yong-il című angol Wikipédia-szócikk fordításán alapul.  Az eredeti cikk szerkesztőit annak laptörténete sorolja fel. Ez a jelzés csupán a megfogalmazás eredetét és a szerzői jogokat jelzi, nem szolgál a cikkben szereplő információk forrásmegjelöléseként.